# Металург-Магнітогорськ
«Металург-Магнітогорськ» (рос. Футбольный клуб «Металлург-Магнитогорск») — російський футбольний клуб з міста Магнітогорськ Челябінської області.

## Хронологія назв
- 1937—1938 — «Металург Сходу»
- 1948—1949, 1958—1996, с 2017 — «Металург»
- 1997 — «Магнітка»
- 1998—2003, 2005 — «Металург-Метизник»
- 2004, 2006—2016 — ФК «Магнітогорськ»

## Історія

Логотип ФК «Металург-Метизник»

Заснований в 1932 році. У 1937—1938 роках виступав у кубку СРСР.
У першості СРСР брав участь у другій групі, класі Б і другій лізі в 1948-1949 і 1958-1991 роках. Найвище досягнення — 2-е місце в 1983 році в другій лізі 2-й зоні. У 1990 та 1991 роках грав у Другій нижчій лізі.
У першості Росії в 1992-1993 роках виступав у першій лізі, а в 1994-2005 роках — у другій лізі / другому дивізіоні (з перервою в 2004 році, коли грав в аматорській першості Росії). У 1998 році об'єднався з командою «Метизник» (Магнітогорськ) (виступала в період з 1993 по 1997 рік в другій і третій лізі), утворивши команду «Металург-Метизник».
Найвище досягнення в першій лізі — 15-е місце в центральній зоні в 1992 році, в другій лізі (другому дивізіоні) - 6-е місце в зоні «Урал» в 1999 року.
В аматорській першості Росії в зоні «Урал і Західний Сибір» в 2006 році зайняв 1-е місце, в 2017 — 2-е місце, в 2004 році — 3-є місце.
Переможець зонального турніру Кубку РРФСР серед КФК в зоні «Урал» (1974, 1975, 1976). Володар Кубка Уралу (2004, 2018). Володар Суперкубку Уралу та Західного Сибіру (2019).

## Відомі тренери
- Віктор Лукашенко (1991—1992)